# Pseudopanurgus fulvicornis
Pseudopanurgus fulvicornis är en biart som beskrevs av Timberlake 1973. Pseudopanurgus fulvicornis ingår i släktet Pseudopanurgus och familjen grävbin. Inga underarter finns listade i Catalogue of Life.